# Carex binervis
Carex binervis là một loài thực vật có hoa trong họ Cói. Loài này được Sm. mô tả khoa học đầu tiên năm 1800.

## Hình ảnh

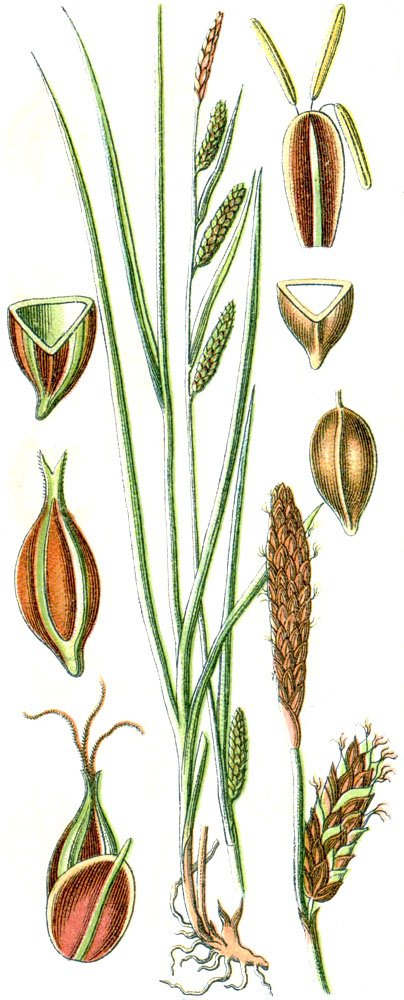
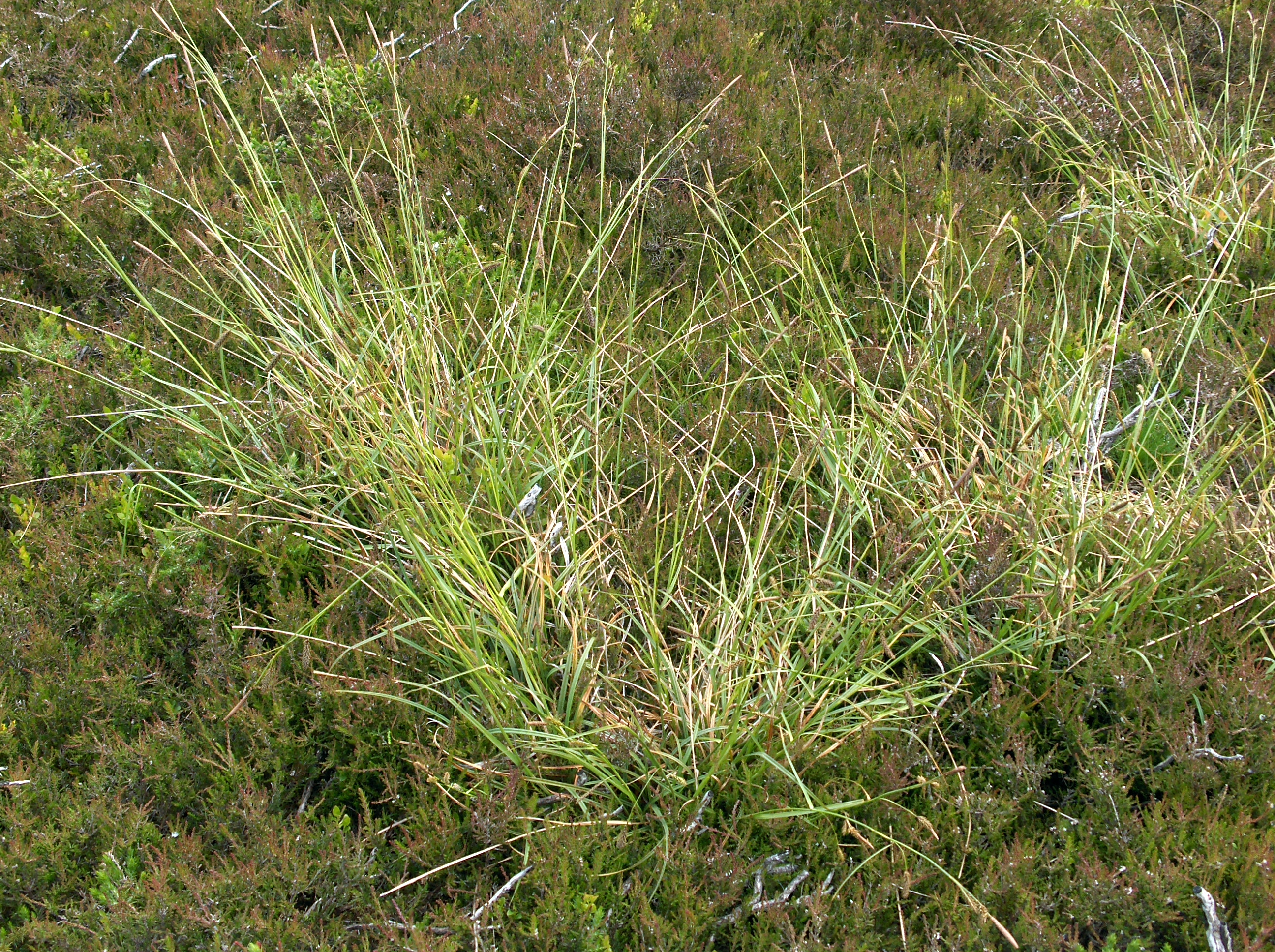
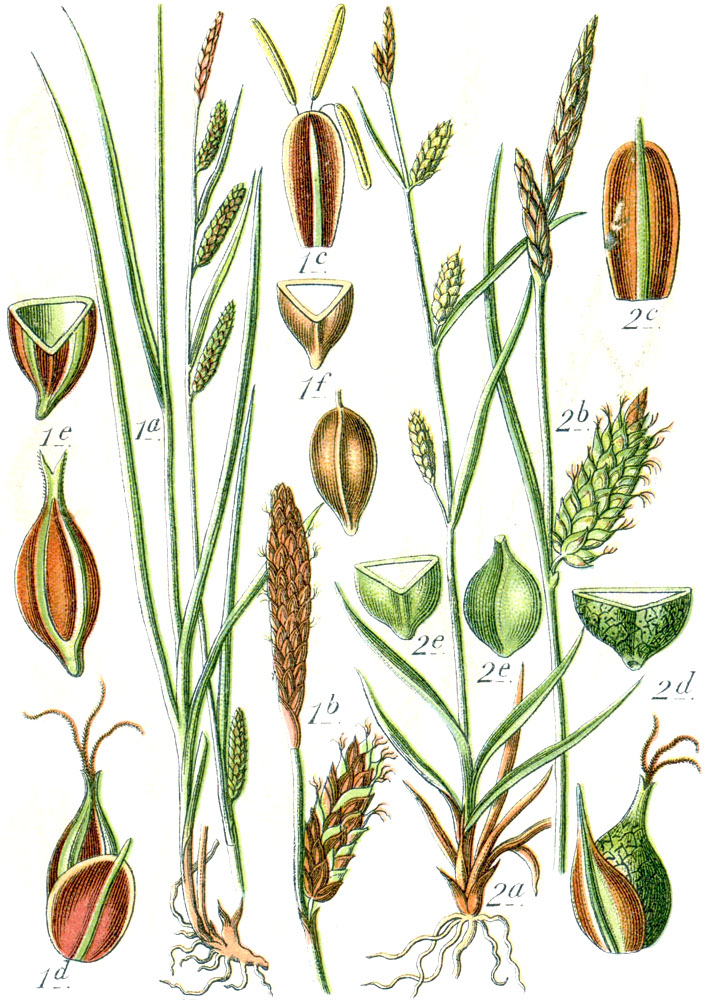